# Crematogaster curvispinosa
Crematogaster curvispinosa es una especie de hormiga acróbata del género Crematogaster, familia Formicidae. Fue descrita científicamente por Mayr en 1862.
Habita en Argentina, Barbados, Bolivia, Brasil, Colombia, Costa Rica, Ecuador, Guayana Francesa, islas Galápagos, Granada, Guadalupe, Guatemala, Guyana, Honduras, Martinica, México, Nicaragua, Panamá, Paraguay, Perú, Santa Lucía, San Vicente y las Granadinas, Surinam, Uruguay y Venezuela. Se ha encontrado a elevaciones que van desde los 5 hasta los 1500 metros de altura.
Las colonias de Crematogaster curvispinosa habitan en bosques húmedos, bosques tropicales secos, en selvas tropicales, en áreas y zonas lluviosas, además en vegetaciones secundarias y bordes de caminos. Las colonias son relativamente pequeñas y construyen sus nidos en tallos de hierba muerta. Además se encuentra en varios microhábitats como hojarasca, en la vegetación baja, en tallos muertos, en retoños de Cecropia y en ramas muertas.

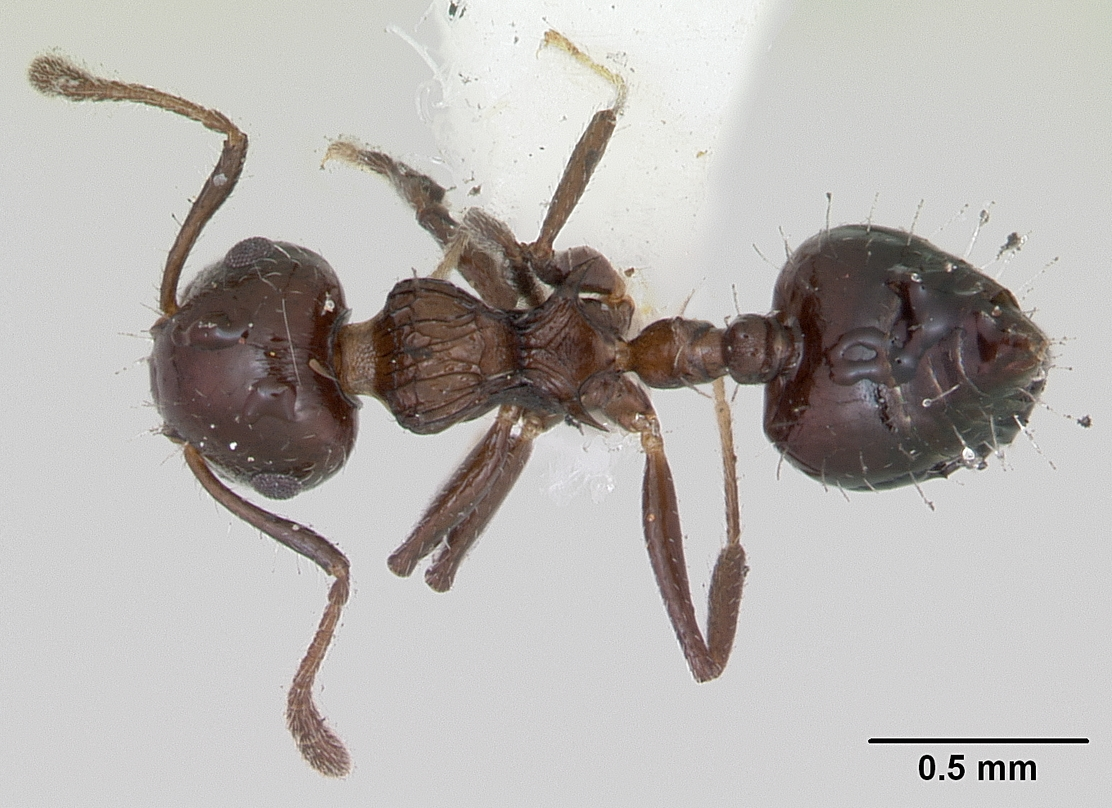
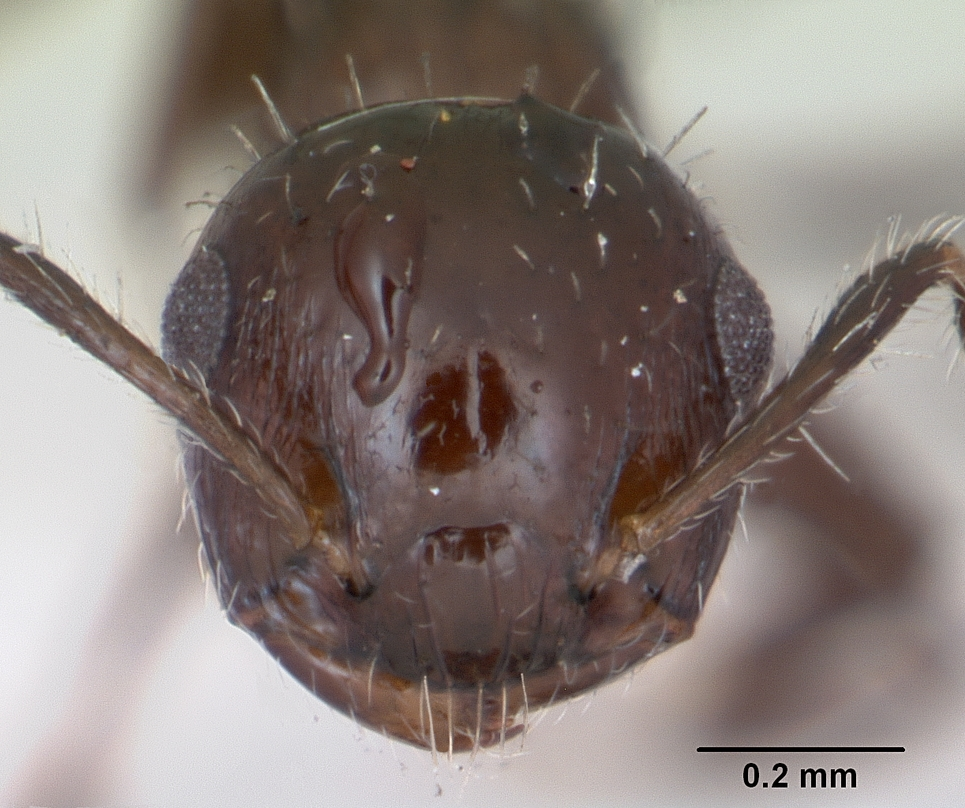
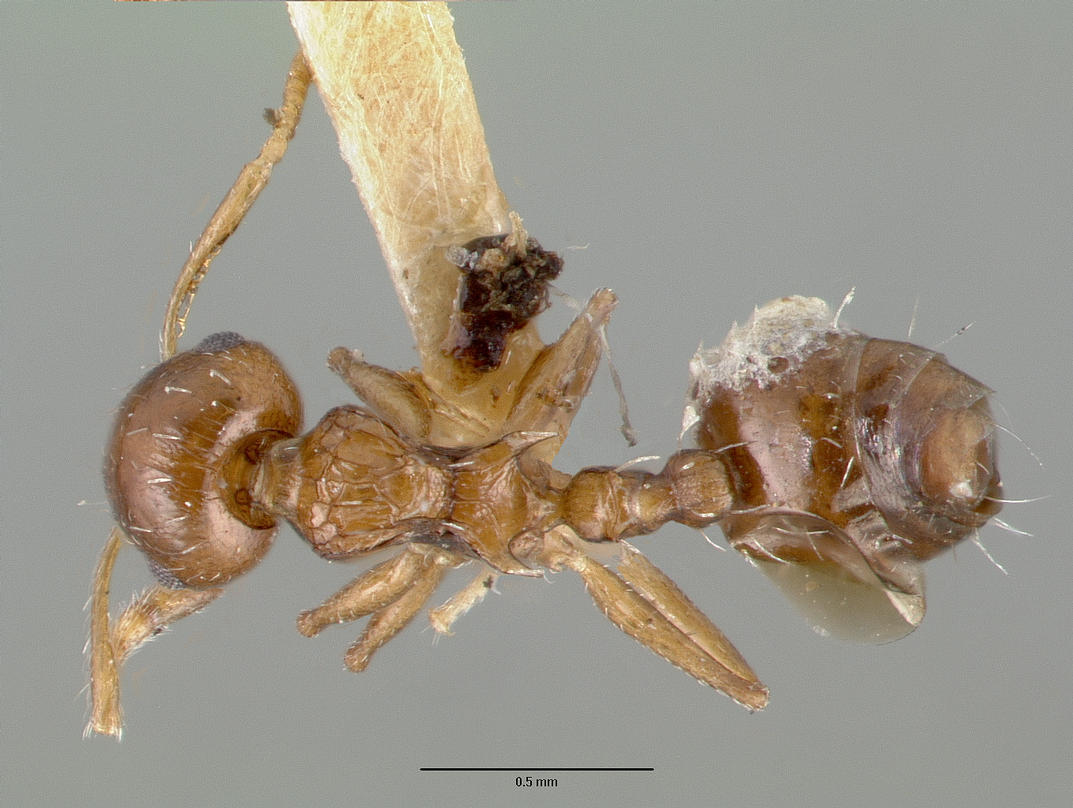
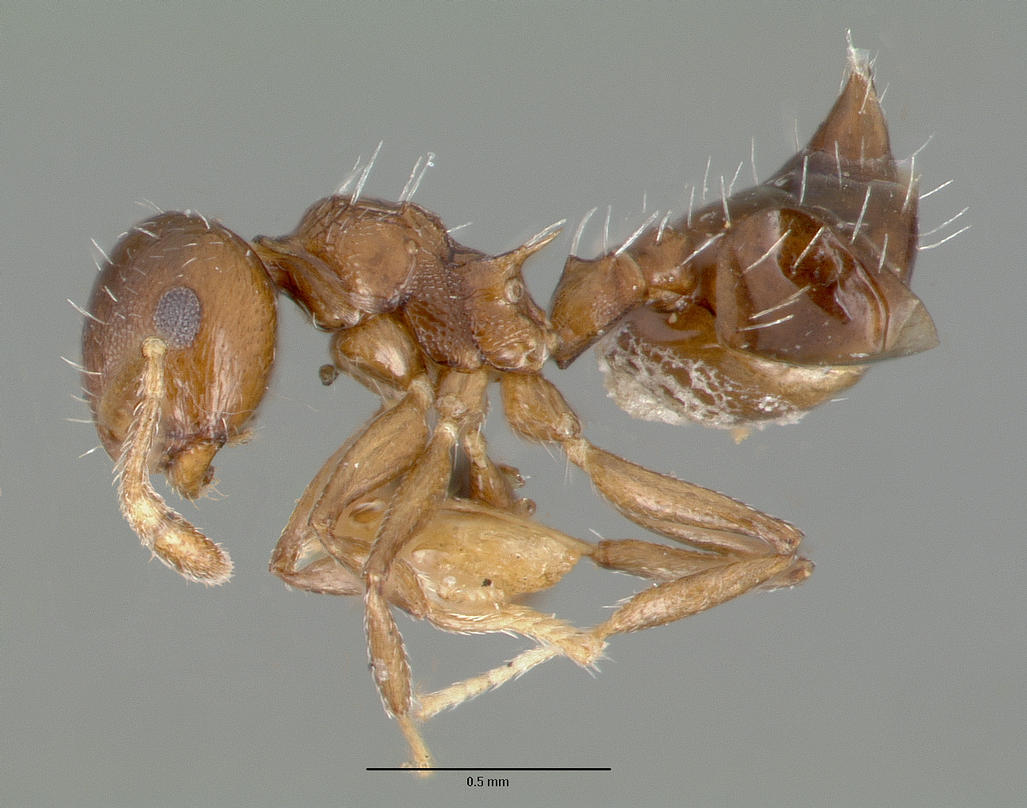